# Красный пояс (фильм)
«Красный пояс» (англ. Redbelt) — фильм режиссёра Дэвида Мэмета. Десятый фильм, в котором Мэмет выступил одновременно в качестве режиссёра и сценариста.
Картина рассказывает об инструкторе бразильского джиу-джитсу Майке Терри, который оказывается вовлечённым в спортивные состязания, но, осознав их нечестность и продажность, идёт вопреки системе.

## В ролях
- Чиветел Эджиофор — Майк Терри
- Тим Аллен — Чет Фрэнк
- Алиси Брага — Сандра Терри
- Рэнди Кутюр — Дилан Флинн
- Рики Джей — Марти Браун
- Джо Мантенья — Джерри Уайсс
- Макс Мартини — Джо Колинз
- Эмили Мортимер — Лора Блэк
- Дэвид Пеймер — Ричи
- Ребекка Пиджон — Зена Фрэнк
- Родриго Санторо — Бруно Силва

## Производство
Мэмет охарактеризовал «Красный пояс» как самурайский фильм в традициях Куросавы.
В интервью с Иэном Бэнксом из Reuters Life!, Мэмет сказал, что решил взять Эджиофора на главную роль из-за его актёрской многогранности.

## Реакция критиков и рецензии
Сайт-агрегатор рецензий Rotten Tomatoes дал фильму рейтинг одобрения в 68%  — основан на рецензиях 145 критиков, средняя оценка 6.31 из 10.  Средняя оценка на сайте Metacritic была основана на мнениях 32 критиков и составила 69 из 100, что означает «в основном положительные рецензии».
Многие критики похвалили актёрскую игру Чиветела Эджиофора.